# Gladys Cooper
Gladys Constance Cooper (Londres, Inglaterra, 18 de diciembre de 1888 – Henley-on-Thames, Inglaterra, 17 de noviembre de 1971) fue una actriz británica nominada a los premios Óscar.

## Biografía

### Inicios y carrera profesional
Cooper nació en el distrito de Lewisham. Su padre fue Charles William Frederick Cooper y su madre Mabel Barnett. Tuvo dos hermanas. Debutó en el teatro en 1905 con Bluebell in Fairyland. No fue hasta 1922, sin embargo, cuando tuvo su primer éxito con The Second Mrs. Tanqueray, de Arthur Wing Pinero. Intervino en Home and Beauty, de William Somerset Maugham, en Londres en 1919, y en The Letter, obra del mismo autor, en 1927. Su último gran éxito en el teatro fue en el papel de Mrs. St. Maugham en The Chalk Garden, de Enid Bagnold, un papel que representó en Londres y en Broadway. En 1967, trabajó nuevamente en Londres en una obra de Maugham, The Sacred Flame, y en 1971 volvió a representar The Chalk Garden en el Teatro Haymarket. 
Al principio de su carrera teatral, fue criticada por ser estirada. Aldous Huxley rechazó su actuación en Home and Beauty: «es demasiado impasible, demasiado rígida, actuando todo el tiempo como si fuera Galatea, todavía desacostumbrada a los modos de un mundo vivo». Sin embargo, Maugham la elogió por «cambiar de ser una actriz indiferente a una extremadamente competente» mediante su sentido común y trabajo.
También tuvo éxito en Hollywood en una variedad de papeles de carácter y fue elegida frecuentemente para interpretar mujeres de la aristocracia de gesto desaprobador. Intervino en Rebecca y fue nominada tres veces al Óscar a la mejor actriz de reparto por las siguientes actuaciones: como la patológicamente represiva madre de Bette Davis en La extraña pasajera (1942), como una monja escéptica en La canción de Bernadette, y como Mrs. Higgins en My Fair Lady.
Entre sus muchos trabajos en televisión, protagonizó la serie de los años 70 The Rogues, junto a David Niven, Gig Young, Robert Coote, John Williams y Larry Hagman. Por esta actuación ganó el Globo de Oro en 1965. También intervino en tres episodios de The Twilight Zone. 
En sus últimos años, volvió al Reino Unido. Trabajó junto a Wendy Hiller y Leo Genn en The Sacred Flame, en Londres, en 1967, año en el que fue nombrada Dama Comandante (DBE) de la Orden del Imperio Británico. 
Falleció por una neumonía a los 82 años en Henley-on-Thames, Inglaterra.

### Vida personal
Estuvo casada en tres ocasiones:
- 1) Con el Capitán Herbert Buckmaster, en 1908. Tuvieron dos hijos, incluyendo a Joan Buckmaster (1910 – 2005), que se casó con el actor Robert Morley.
- 2) Con el barón inglés Sir Neville Pearson (1927 – 1936). Tuvieron una hija, Sally Pearson (también conocida como Sally Cooper), que estuvo casada de 1961 a 1986 con el actor Robert Hardy.
- 3) Con el actor inglés Philip Merivale (30 de abril de 1937 – 12 de marzo de 1946). Vivió durante muchos años en Santa Mónica, California, hasta la muerte de su esposo a los 59 años de edad a causa de una dolencia cardiaca. A causa de este matrimonio fue madrastra de John Merivale.

## Premios y distinciones
Premios Óscar
| Año  | Categoría               | Película                 | Resultado |
| ---- | ----------------------- | ------------------------ | --------- |
| 1943 | Mejor actriz de reparto | La extraña pasajera      | Nominada  |
| 1944 | Mejor Actriz de Reparto | La canción de Bernadette | Nominada  |
| 1965 | Mejor actriz de reparto | My Fair Lady             | Nominada  |